# Cụm máy chủ

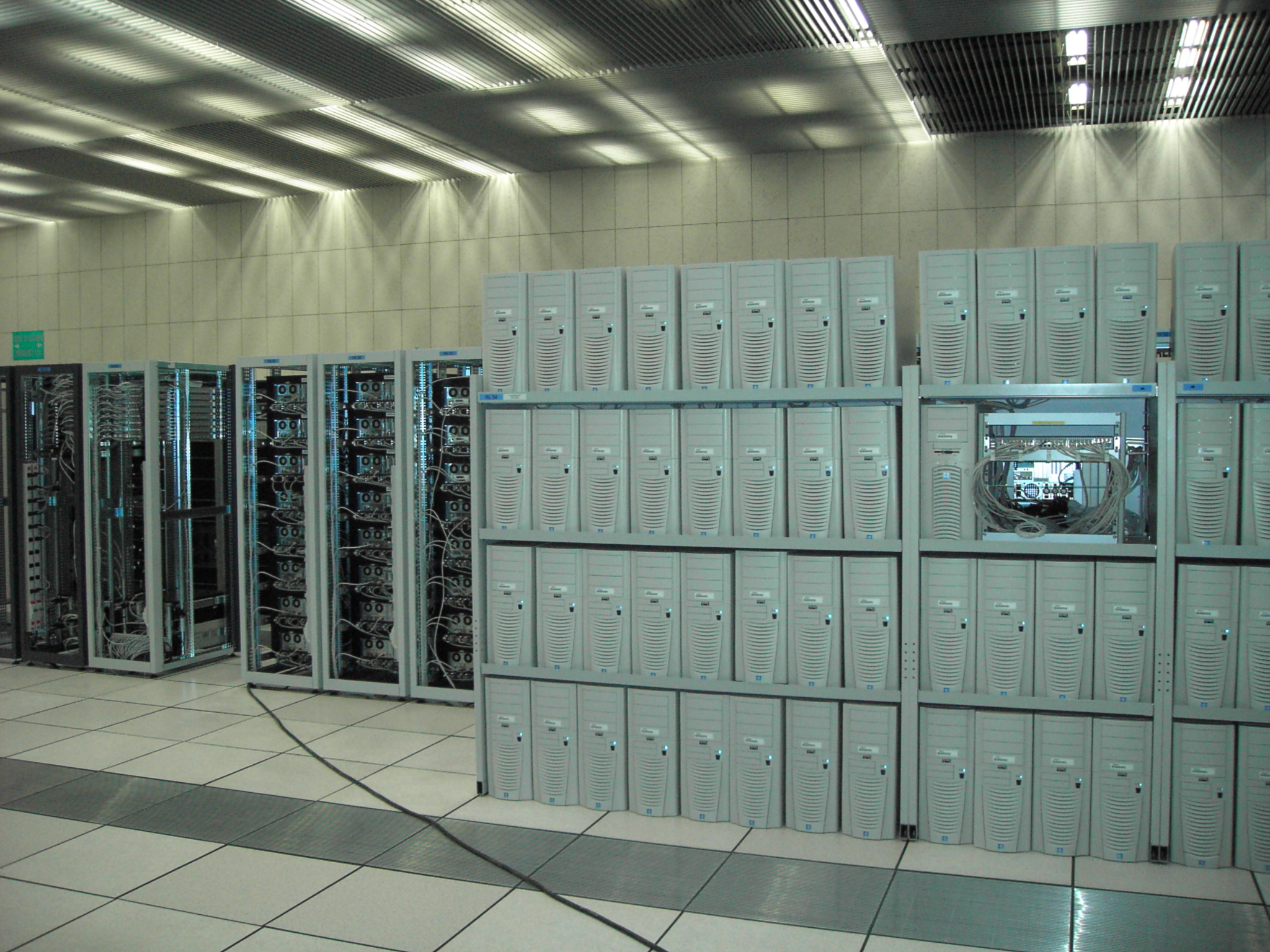
Một cụm máy chủ ở Trung tâm dữ liệu

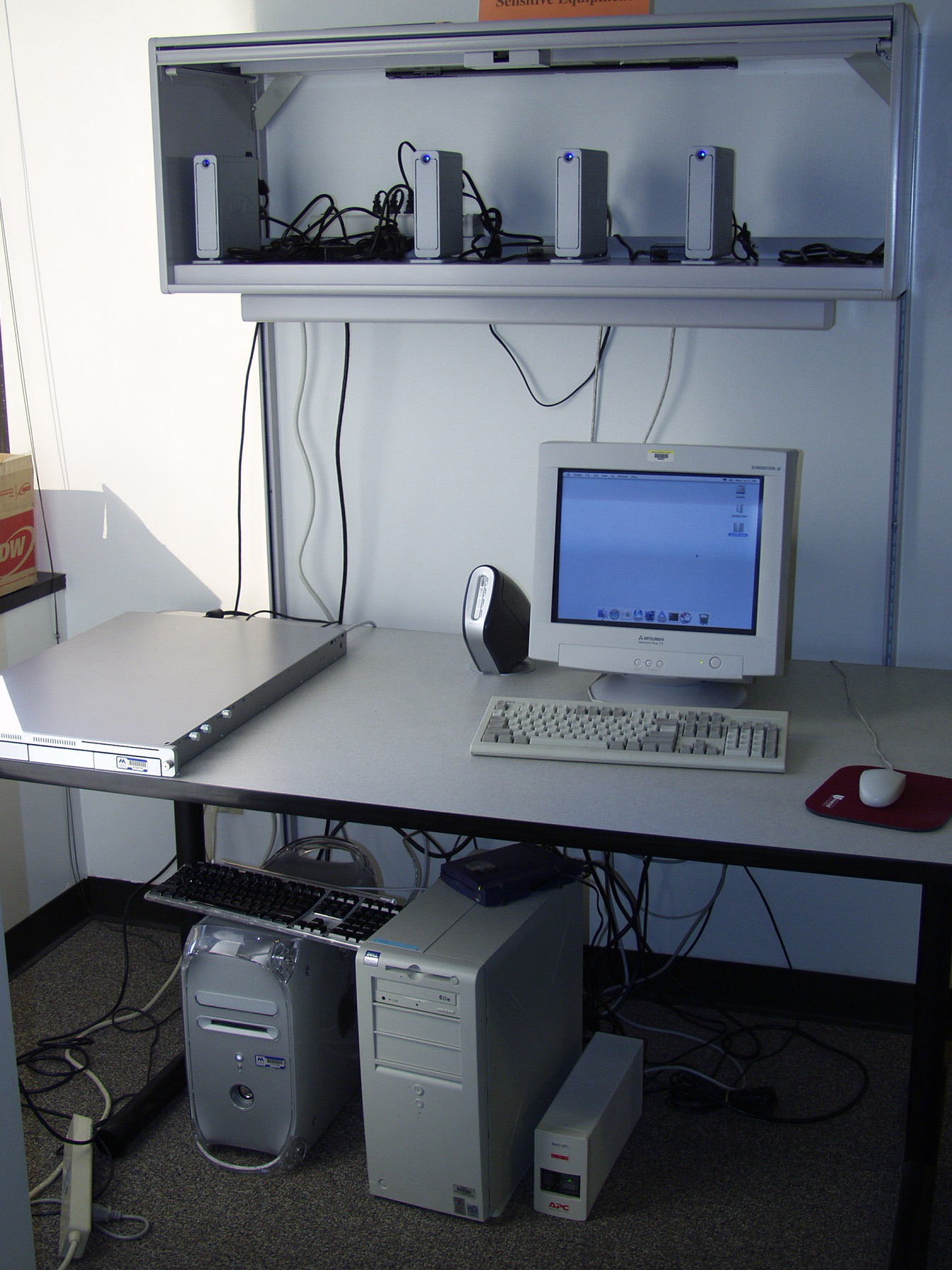
Một cụm máy chủ cá nhân

Cụm máy chủ (Server farm/Server cluster) là một tập hợp máy chủ (Server), thường được duy trì bởi một tổ chức để cung cấp chức năng máy chủ liên hoàn vượt ra khả năng tự cung cấp và công suất đáp ứng của một máy chủ đơn lẻ. Cụm máy chủ thường bao gồm hàng ngàn máy tính cần một lượng điện năng lớn để chạy vận hành và làm mát. Ở mức hiệu suất tối ưu, một cụm máy chủ có chi phí tài chính và môi trường rất lớn. Cụm máy chủ thường bao gồm các máy chủ dự phòng có thể đảm nhận chức năng của các máy chủ chính có thể bị lỗi hoặc bị tấn công mạng. Nhóm máy chủ thường được sắp xếp với Bộ chuyển mạch (Network switch) và/hoặc Bộ định tuyến (Router) cho phép liên lạc giữa các phần khác nhau của cụm và người dùng của cụm máy chủ. Cụm máy chủ thường gắn máy tính, bộ định tuyến, bộ nguồn và thiết bị điện tử liên quan trên giá 19 inch trong phòng máy chủ hoặc trung tâm dữ liệu. Cụm máy chủ thường được sử dụng cho điện toán cụm. 

## Đại cương
Nhiều siêu máy tính hiện đại bao gồm các trang trại máy chủ khổng lồ gồm bộ xử lý tốc độ cao được kết nối bằng Ethernet hoặc các kết nối tùy chỉnh như Infiniband hoặc Myrinet. Web hosting là cách sử dụng phổ biến của cụm máy chủ, một hệ thống như vậy đôi khi được gọi chung là "trang trại web". Các mục đích sử dụng khác của cụm máy chủ bao gồm mô phỏng khoa học (chẳng hạn như động lực học chất lỏng tính toán) và kết xuất hình ảnh do máy tính 3D tạo. Các cụm máy chủ đang ngày càng được sử dụng thay thế hoặc bổ sung cho máy tính lớn bởi các doanh nghiệp lớn. Trong các nhóm máy chủ lớn, lỗi của một máy tính riêng lẻ là một sự kiện phổ biến: các nhóm máy chủ lớn cung cấp dự phòng kỹ thuật, chuyển đổi dự phòng tự động và cấu hình lại cụm máy chủ một cách nhanh chóng.
Hiệu suất của các trang trại máy chủ lớn nhất (hàng nghìn bộ xử lý trở lên) thường bị giới hạn bởi hiệu suất của các hệ thống làm mát của trung tâm dữ liệu và tổng chi phí điện thay vì bởi hiệu suất của bộ xử lý. Máy tính trong trang trại máy chủ hoạt động với tần suất 24/7 và tiêu thụ một lượng điện năng rất lớn. Vì lý do này, tham số thiết kế quan trọng cho cả hệ thống lớn và hệ thống liên tục có xu hướng là hiệu suất trên mỗi watt thay vì chi phí cho hiệu suất cao nhất hoặc (hiệu suất cao nhất/(đơn vị * chi phí ban đầu)). Ngoài ra, đối với các hệ thống tính khả dụng cao phải chạy liên tục 24/7 (không giống như các siêu máy tính có thể cung cấp năng lượng theo nhu cầu và cũng có xu hướng chạy ở mức sử dụng cao hơn nhiều), cần chú ý nhiều hơn đến các tính năng tiết kiệm năng lượng như biến tốc độ xung nhịp và khả năng tắt cả bộ phận máy tính, bộ phận xử lý và toàn bộ máy tính (WoL và ảo hóa) theo để yêu cầu mà không hạ thấp dịch vụ.
Mạng kết nối các máy chủ trong cụm máy chủ cũng là một yếu tố thiết yếu trong hiệu suất tổng thể, đặc biệt khi chạy các ứng dụng xử lý khối lượng dữ liệu khổng lồ. EEMBC EnergyBench, SPECpower và Hội đồng hiệu suất xử lý giao dịch TPC-Energy là các điểm chuẩn được thiết kế để dự đoán hiệu suất trên mỗi watt trong cụm máy chủ. Công suất sử dụng của mỗi giá thiết bị có thể được đo tại bộ phân phối điện. Một số máy chủ có phần cứng theo dõi nguồn điện để những người điều hành nhóm máy chủ có thể đo lượng điện năng mà mỗi máy chủ sử dụng.
Năng lượng được toàn bộ cụm máy chủ sử dụng có thể được báo cáo dưới dạng hiệu quả sử dụng năng lượng hoặc hiệu quả cơ sở hạ tầng trung tâm dữ liệu. Theo một số ước tính, cứ 100 watt tiêu tốn để chạy máy chủ thì cần thêm khoảng 50 watt nữa để làm mát chúng. Vì lý do này, việc xác định vị trí đặt của cụm máy chủ có thể quan trọng như việc lựa chọn bộ xử lý để đạt được hiệu quả sử dụng điện năng. Iceland là nơi có khí hậu lạnh quanh năm cũng như nguồn cung cấp carbon trung tính điện địa nhiệt giá rẻ, đang xây dựng hệ mạng lưu trữ cụm máy chủ lớn đầu tiên. Cáp quang đang được lắp đặt từ Iceland đến Bắc Mỹ và Châu Âu để cho phép các công ty ở đó đặt máy chủ của họ ở Iceland. Các nước khác có điều kiện thuận lợi như Canada, Phần Lan Thụy Điển và Thụy Sĩ đang cố gắng thu hút các trung tâm dữ liệu điện toán đám mây. Ở những quốc gia này, nhiệt từ máy chủ có thể được đặt ngoài với giá rẻ hoặc được sử dụng để sưởi ấm các tòa nhà, do đó làm giảm mức tiêu thụ năng lượng của các máy sưởi thông thường.